# Wannes Van de Velde
Wannes Van de Velde (Anvers 29 d'abril del 1937 - ibídem, 10 de novembre del 2008) fou un cantautor belga. Va néixer com Willy Cecile Johannes Van de Velde a Anvers.

És conegut per la seva cançó Ik wil deze nacht in de straten verdwalen (Aquesta nit, em vol perdre als carrers d'Anvers) i per la seva resposta musical a la cançó Les flamingants de Jacques Brel, De flamingant ne me traîtez, una resposta artística a l'invectiva brel·lesca contra els nacionalistes flamencs que va cantar en francès.
| « | Wannes era un «brabançó espanyol» i el Don Quixot dels Països Baixos | » |